# Calipatria
Calipatria város az USA Kalifornia államában, Imperial megyében. Lakosainak száma 6515 fő (2020. április 1.).

## Népesség
A település népességének változása:

| 2010 | 7 705 |
| 2020 | 6 515 |